# Gerard Tonning
Gerard Tonning (Stavanger, Noruega, 25 de maig de 1860 - 10 de juny de 1940, Nova York, Estats Units) fou un compositor noruec.
Feu els estudis literaris en la Universitat de Cristiania (ara Oslo) i els musicals en la mateixa capital amb Ole Olsen i després en el Conservatori de Múnic. Establert més tard als Estats Units, allà fou professor de piano i de teoria i director de l'Acadèmia de Duluth, havent també dirigit la Mozart Choral Society.
Entre les seves composicions hi figuren: 
- Romança, per a violí i piano;
- Paul Revere's Ride, poema simfònic per a violí i piano;
- Interludi, per a quartet d'arc;
- La canoa blanca, cantata per a solo, cor, i orquestra;
- Trio amb piano;
- Nocturns per a piano;
- música pel drama Leiff Erikson;
- En el jardí de la fira, (opereta);
- Amor triomfant, pantomima;
- En la Vella Nova Anglaterra, drama líric;
- Rapsòdia noruega, i d'altres moltes composicions per a piano.